# Pont-d'Héry
Pont-d'Héry è un comune francese di 257 abitanti situato nel dipartimento del Giura nella regione della Borgogna-Franca Contea.

## Società

### Evoluzione demografica
Abitanti censiti